# Prior Park
Prior Park, domaine situé dans les environs de Bath (Somerset), est un château entouré par un jardin anglais du XVIIIe siècle. La particularité de ce jardin paysager est d'avoir été dessiné par le poète Alexander Pope et le paysagiste Capability Brown. Les travaux durèrent trente ans, de 1734 à 1764.
Le parc comprend plusieurs fabriques : un édifice néogothique, une rocaille et surtout un pont palladien. Il n'existe au monde que quatre ponts de ce style.
Le propriétaire de Prior Park était Ralph Allen, maire de Bath depuis 1742 et précurseur de l'invention du timbre-poste.
La propriété est aujourd'hui gérée par le National Trust.